# 1203 Nanna
Az 1203 Nanna (ideiglenes jelöléssel 1931 TA) a Naprendszer kisbolygóövében található aszteroida. Max Wolf fedezte fel 1931. október 5-én.